# خوک‌آهوی طلایی
خوک‌آهوی طلایی (نام علمی: Babyrousa babyrussa) نام یک گونه از سرده خوک‌آهو است.